# بارسا بيروزفر
بارسا بيروزفر (بالفارسية: پارسا پیروزفر) هو ممثل إيراني.

## وصلات خارجية
- بارسا بيروزفر على موقع IMDb (الإنجليزية)
- بارسا بيروزفر على موقع قاعدة بيانات الفيلم (الإنجليزية)
- بارسا بيروزفر على موقع كينوبويسك (الروسية)